# 佐藤佳穂
佐藤 佳穂（さとう かほ、1997年〈平成9年〉5月16日 - ）は、日本のアイドル。女性アイドルグループSKE48チームKIIのメンバー、元チームEのリーダー。
愛知県豊橋市出身。ゼスト所属。

## 略歴
2016年11月19日、SKE48の8期生としてお披露目される。
2017年1月11日、SKE48 研究生「PARTYが始まるよ」公演で劇場デビュー。同年10月5日に行われた「SKE48 9周年特別公演」にて、正規メンバーへの昇格とチームEに所属することが発表される。
2018年5月17日、SKE48の23枚目のシングル「いきなりパンチライン」で初めてシングル表題曲選抜メンバーに選ばれる。
2020年3月5日よりエフエム豊橋『さとかほLAB』のパーソナリティを務めている。
2021年7月16日、1st DVD『YOURS』（リバプール）が発売。
2022年11月1日、チームE「SKEフェスティバル」公演 須田亜香里 劇場最終公演 で、翌日の11月2日付けでリーダーに指名される。
2024年5月16日に名古屋ReNY limitedにて、自身初となるソロライブ「SKE48 佐藤佳穂 1stソロライブ〜キミとSugarBirthday〜」を開催した。
2025年1月1日、SKE48劇場にて新チーム体制にともなうメンバー編成の発表が行われ、チームKIIへの配属が発表された。

## 人物
- 公式ニックネームは、「さとかほ」[9]。しかし、『さとかほLAB』内では「かほりん」と呼ばれることが多い。
- クロワッサンの愛称で呼ばれることもあり、これはドーナツの絵文字やクロワッサンの絵文字でグラビア告知の水着部分を隠したことに由来する[10]。なお、かつてはクロワッサン自体は好きではいなかったが、差し入れでもらうようになり、食べられるようになった[10]。それでも店による味の違いなどはわからないという[10]。2021年にソロでイメージビデオ作品を出して以降は、「（SKEの）えちえちお姉さん」を二つ名として名乗っている[10]。
- キャッチフレーズは「水兵リーベ！(ぼくのかほ～！)元素記号Kはカリウムじゃなくてー？(カホリウム～)栄に降臨！理系女子！佐藤佳穂です！」[9]。
- 理系の大学出身であるため、日本電産の新卒採用向け広告の出演[11][12]やノーベル化学賞を受賞した吉野彰との電話対談記事掲載[13]などリケジョとのしての活動が多い。
- メンバーの日高優月への愛が強い。
- ラジオでは適当占い師を演じることもある。
- ラジオ内で助手のケンヂブリッチと東三河観光大使を目指している。

## SKE48での参加曲

### シングル選抜曲
SKE48名義
- 「意外にマンゴー」に収録
  - 夢の階段を上れ! - 「研究生」名義
- 「無意識の色」に収録
  - 触らぬロマンス - 「サクララブレター32」名義
- いきなりパンチライン
  - 君はラムネ - 「Team E」名義
- Stand by you
  - 入り口 - 「Team E」名義
  - 神様は見捨てない
- FRUSTRATION
- ソーユートコあるよね?
- 恋落ちフラグ
  - あの頃のロッカー - 「Passion For You」選抜名義
- あの頃の君を見つけた
- 心にFlower
- 絶対インスピレーション
- 好きになっちゃった
  - 語り合うことから始めよう - 「Team E」名義
- 愛のホログラム
  - 岸辺の少女よ - 「Team E」名義
- 告白心拍数
  - 岸辺の誰か - 「Team E」名義（センター）
- Tick tack zack
  - 遠くの恋人よりも - 「Team KII」名義（センター）

AKB48名義
- 「サステナブル」に収録
  - モニカ、夜明けだ - 「48グループNEXT12」名義

### アルバム選抜曲
SKE48名義
- 『革命の丘』に収録
  - チャイムはLOVE SONG - 「研究生」名義

### 劇場公演ユニット曲
SKE48名義
SKE48 研究生公演「PARTYが始まるよ」
- キスはだめよ

SKE48 研究生公演「青春ガールズ」
- Blue rose
- ふしだらな夏
- 雨の動物園（片岡成美のアンダー）

チームE 5th Stage「SKEフェスティバル」
- ハングリーライオン（福士奈央のアンダー）
- 涙に沈む太陽（佐藤すみれのアンダー）
- 1994年の雷鳴（谷真理佳・井田玲音名のアンダー）

チームE 6th Stage「声出していこーぜ!!!」
- ユースコール
- 星の雫（林美澪のアンダー）

チームKII 9th Stage「シアターの女神」
- キャンディー

## 作品

### DVD
- YOURS（2021年7月16日、リバプール）[5]

## 出演

### 舞台
- SKE48版「ハムレット」（2019年4月18日 - 21日、品川プリンスホテル クラブeX） - レアーティーズ 役[14]

### ラジオ
- さとかほLAB（2020年3月5日 - 、やしの実FM（エフエム豊橋）） - パーソナリティ[4]

### CM
- 日本電産 Web広告「#早口理系語」（2020年）[12]

### PV
- 豊橋南高校 プロモーションビデオ「アオハル」[15]（自身の母校のPV、自身が制作）

### イベント
- Rakuten GirlsAward 2023 SPRING/SUMMER（2023年5月4日、国立代々木競技場 第一体育館）[16]